# Juniperus drupacea

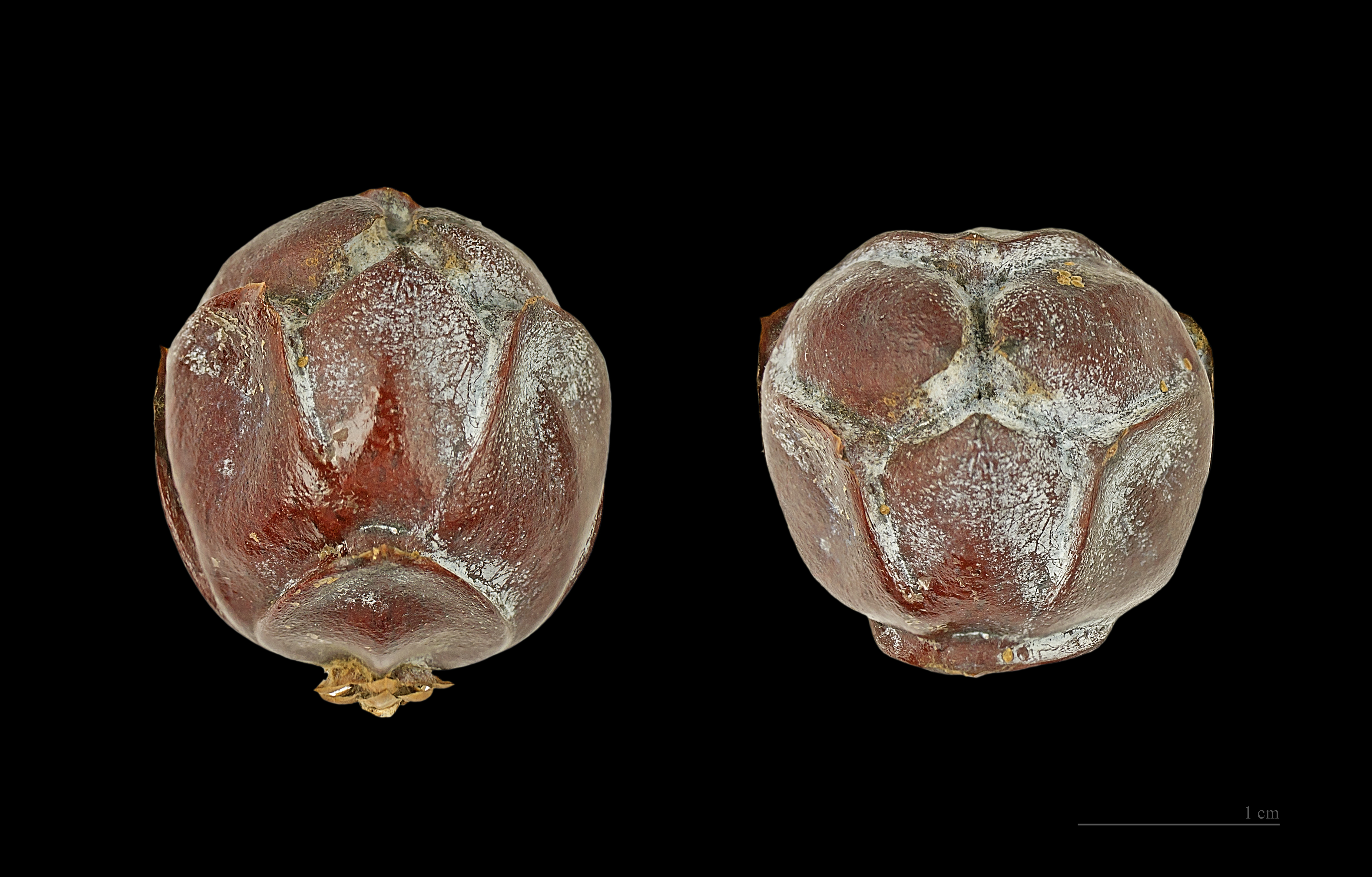
Juniperus drupacea

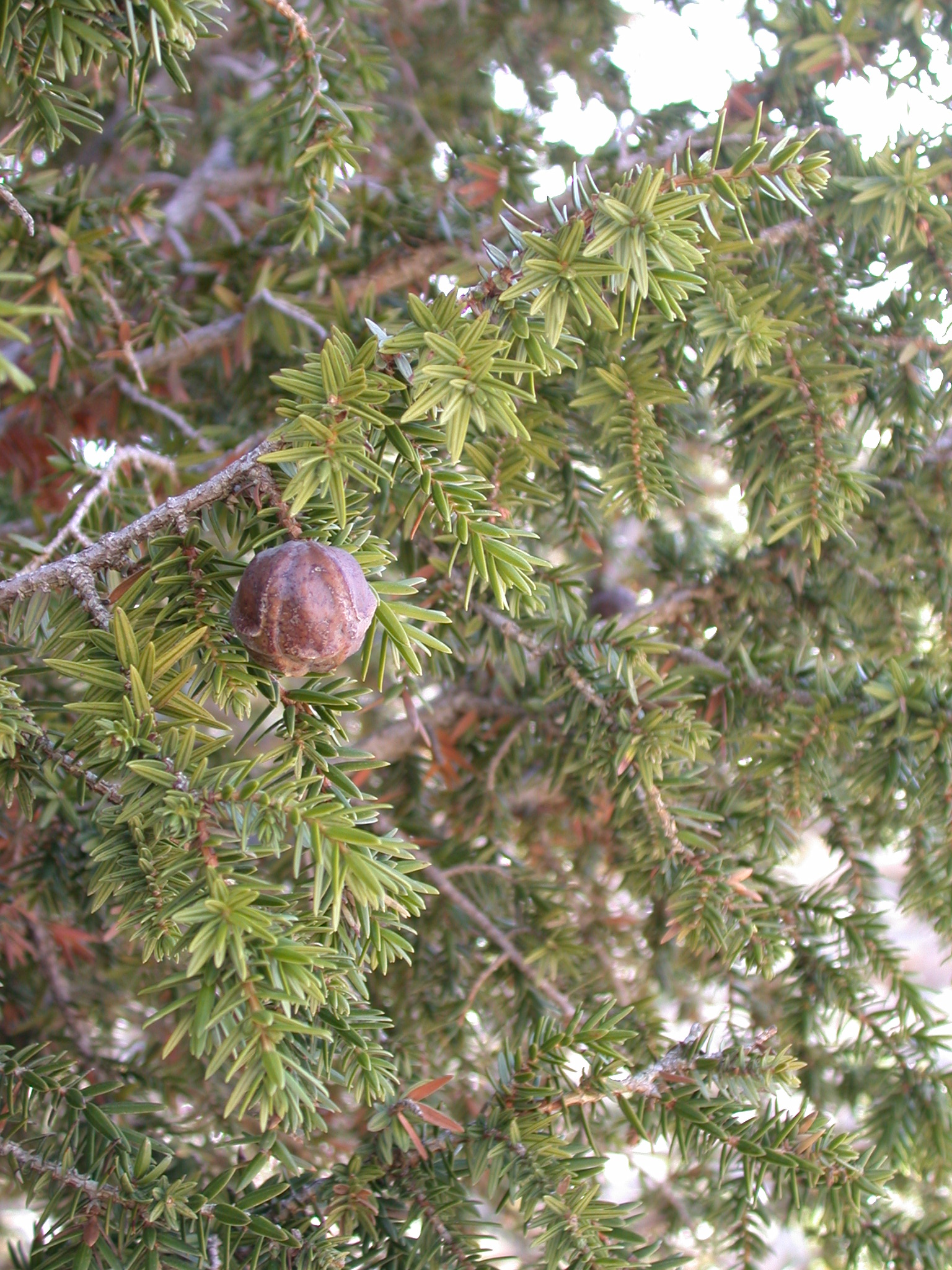
Vista de la planta

Juniperus drupacea, el enebro de Siria, es una especie arbórea de la familia de las Cupresáceas. Es un árbol perennifolio originario del este del Mediterráneo, desde la zona meridional de Grecia (Parnon Oros, Peloponeso), el sur de Turquía, Siria occidental y el Líbano, donde crece en altitudes de entre 800 a 1700 m s. n. m.

## Características
Es la más alta de las especies de junípero, de porte cónico con una altura de 10-25 m, excepcionalmente puede alcanzar los 40 m, con un grosor de tronco de 1 a 2 m . Posee agujas en grupos de tres, de 5 a 25 mm × 2 a 3 mm, con una doble banda de estomas blanca (dividida por una arteria central verde). 
Normalmente es dioico, con ejemplares masculinos y femeninos. Los estróbilos femeninos, los más grandes del género (20-27 mm de largo y 20-25 mm de diámetro), son redondeados con aspecto de baya, pero duros y secos, pasando del verde al púrpura parduzco y cubiertos por una fina capa cerúlea azul pálido al madurar (tardan unos 25 meses). Poseen entre 6 a 9 escamas fusionadas en 2 o 3 espirales, cada escama con un ápice ligeramente erguido. Las tres escamas apicales contienen una única semilla cada una, soldadas las tres entre sí formando una nuez.
Los estróbilos masculinos surgen en racimos (a diferencia de los demás juníperos), se componen de 5 a 20 conos juntos, de color amarillo y entre 3 a 4 mm de largo. Caen al liberar el polen a principios de la primavera.
Debido a la particularidad de los conos femeninos con sus semillas soldadas en tríos y los masculinos en racimos, a menudo se le ha considerado un género aparte: Arceuthos drupacea (Labill.) Antoine & Kotschy.  Sin embargo, estudios genéticos han demostrado que está estrechamente emparentado con Juniperus macrocarpa y Juniperus oxycedrus.

## Taxonomía
Juniperus drupacea fue descrita por Jacques Julien Houtou de Labillardière y publicado en Icones Plantarum Syriae Rariorum, Descriptionibus et Observationibus Illustratae ... 2: 4, t. 8. 1791.
Etimología
Juniperus: nombre genérico que procede del latín iuniperus, que es el nombre del enebro.
drupacea: epíteto latíno que significa "con fruta carnosa"
Sinonimia
- Arceuthos drupacea (Labill.) Antoine & Kotschy[5][6]